# Brotnice
Brotnice falu Horvátországban, Dubrovnik-Neretva megyében. Közigazgatásilag Konavle községhez tartozik.

## Fekvése
A Dubrovnik városától légvonalban 17, közúton 26 km-re délkeletre, községközpontjától légvonalban 6, közúton 12 km-re északkeletre, a konavlei hegyvidéken a Sniježnica-hegység északnyugati oldalán, Jasenice és Stravča között, a hercegovinai határ közelében fekszik.

## Története
Brotnice területe már az ókorban lakott hely volt. Első ismert lakói az illírek voltak, akik magaslatokon épített erődített településeken éltek és kőből rakott halomsírokba temetkeztek. Erődített településük állt egykor a Gradina nevű magaslaton, halomsírjaikból pedig több is található a település határában. A rómaiak az i. e. 2. században győzték le az illíreket és Epidaurum központtal e területet is a birodalomhoz csatolták. A római hatalmat a népvándorlás vihara rengette meg. A Nyugatrómai Birodalom bukása után a keleti gótok özönlötték el a térséget, őket 537-től 1205-ig kisebb megszakításokkal a bizánciak követték. A 7. században avarok és a kíséretükben érkezett szlávok, a mai horvátok ősei árasztották el a területet. A várakat lerombolták és az ellenálló lakosságot leöldösték. Így semmisült meg a mindaddig fennálló Epidaurum. A túlélő lakosság előbb az északnyugatra fekvő Župára, majd Raguzába menekült. 
Brotnice a középkorban is folyamatosan lakott volt, erre utalnak a Szent Lukács templom melletti középkori temető sírkövei. Területe középkorban Travunja része volt, mely Dél-Dalmácián kívül magában foglalta a mai Hercegovina keleti részét és Montenegró kis részét is. Travunja sokáig a szerb, a zétai és bosnyák uralkodók függőségébe tartozó terület volt. A Raguzai Köztársaság az 1426. december 31-én kötött szerződéssel szerezte meg területét addigi bosnyák uraitól a Pavlovićoktól. Az 1430 és 1432 között dúlt első konavlei háborúban a török támogatását élvező Radoslav Pavlović megpróbálta visszaszerezni az egyszer már eladott konavlei birtokait a köztársaságtól. A háború a végén a török támogatását is elveszítő Pavlović vereségével végződött és az azt követő béke megerősítette a Bosznia, Hum és a Raguzai Köztársaság közötti korábban kialakult állapotokat. 
Az 1806-ban a Konavléra rátörő orosz és montenegrói sereg a település házait is kifosztotta, közülük sokat fel is gyújtottak. A köztársaság bukása után 1808-ban Dalmáciával együtt ez a térség is a köztársaságot legyőző franciák uralma alá került, de Napóleon bukása után 1815-ben a berlini kongresszus Dalmáciával együtt a Habsburgoknak ítélte. 1857-ben 110, 1910-ben 96 lakosa volt. 1918-ban az új szerb-horvát-szlovén állam, majd később Jugoszlávia része lett. A délszláv háború idején 1991 októberében a jugoszláv hadsereg, valamint szerb és montenegrói szabadcsapatok foglalták el a települést, melyet kifosztottak és felégettek. A lakosság a jól védhető Dubrovnikba menekült és csak 1992 októberének végén térhetett vissza. A háború után rögtön megindult az újjáépítés. A településnek 2011-ben 31 lakosa volt. Lakói főként mezőgazdasággal foglalkoztak. 

## Népesség
| Lakosság változása | Lakosság változása | Lakosság változása | Lakosság változása | Lakosság változása | Lakosság változása | Lakosság változása | Lakosság változása | Lakosság változása | Lakosság változása | Lakosság változása | Lakosság változása | Lakosság változása | Lakosság változása | Lakosság változása | Lakosság változása | Lakosság változása |
| ------------------ | ------------------ | ------------------ | ------------------ | ------------------ | ------------------ | ------------------ | ------------------ | ------------------ | ------------------ | ------------------ | ------------------ | ------------------ | ------------------ | ------------------ | ------------------ | ------------------ |
| 1857               | 1869               | 1880               | 1890               | 1900               | 1910               | 1921               | 1931               | 1948               | 1953               | 1961               | 1971               | 1981               | 1991               | 2001               | 2011               | 2031               |
| 110                | 95                 | 102                | 104                | 87                 | 96                 | 94                 | 91                 | 72                 | 78                 | 70                 | 51                 | 33                 | 34                 | 34                 | 31                 | 29                 |

## Nevezetességei
- A Szent Lukács templom feltehetően a 14. században épült, a 18. században átépítették. Egyhajós, téglalap alaprajzú, apszis nélküli épület, harangdúccal, amely a nyugati homlokzat fölé emelkedik. A templomot először a 15. században említették, utoljára a 18. században állították helyre. Homlokzatát a délszláv háború előtt újították fel. A templom mellett középkori temető található 32 db 14. századi sírkővel. [4]

- A Szent György kápolnát a 18. században építették. A Vragolov család magánkápolnája volt, melynek a 20. század elejéről származó sírjai előtte találhatók.

- Az Osojnik-hegy lejtőin, a „Voznik” nevű helyen, Brotnice falutól délre, Konavle északnyugati részén mintegy 80 x 100 m nagyságú kőbánya maradványai találhatók. A kőfejtő területén számos kőfaragvány maradványa látható, kőtömbök, valamint zúzott kő formájában kidobott anyag. Vannak olyan félkész sírkövek, amelyeket a feldolgozás során eltörtek, és mint ilyeneket dobtak el, köztük több domborművel díszített töredék. Ez azt bizonyítja, hogy a sírkövek faragását magában a kőfejtőben és nem a felhasználás helyén végezték. A közeli Szent Lukács templom mellett középkori temető található olyan síremlékekkel, amelyek a korábbi kutatások alapján ebben a kőfejtőben készültek.[5]

- Gradina ókori vármaradványok.

- Ókori halomsírok a település határában.